# Vila Militar
Vila Militar (littéralement Cité militaire) est un quartier dans la banlieue ouest de la ville de Rio de Janeiro, au Brésil. Le quartier abrite le plus grand ensemble de casernes et d’habitations de militaires du Brésil, et constitue la plus grande concentration militaire d’Amérique latine, avec plus de 60 mille hommes.
L’aménagement de Vila Militar fut décidé au début du XXe siècle, lorsque le gouvernement fédéral jugea nécessaire de réformer son réseau d’écoles militaires et, dans la foulée, de moderniser l’armée brésilienne. Les travaux de construction, commencés en 1908 et exécutés selon un plan urbain préétabli, furent dirigés par le ministre de la Guerre alors en exercice, le maréchal Hermes da Fonseca, sous les mandats des présidents successifs Rodrigues Alves et d’Afonso Pena. La voirie du nouveau quartier consiste en une large avenue centrale et un réseau de rues tracées au cordeau et se croisant perpendiculairement. La subdivision de l’espace suit une rationalité fonctionnelle, avec les équipements collectifs au centre, les casernes et terrains d’entraînement au nord et les logements individuels au sud de l’axe central. Les concepteurs de Vila Militar prirent en considération toutes les idées modernes (notamment hygiénistes) alors en cours en matière d’urbanisme, en particulier relativement à la salubrité, aux espaces verts, au zonage et à une certaine standardisation des maisons individuelles. Ces contraintes urbanistiques et plusieurs innovations dans la conception des maisons (plus spacieuses, mieux équipées, aux pièces mieux agencées, avec abandon de la mitoyenneté naguère encore de mise) n’étaient pas sans lien avec le rôle politique et pédagogique que les officiers brésiliens, férus d’idées de progrès et de rénovation, entendaient jouer sous la Première République. En outre, rompant avec l’austère esthétique d’antan, l’on adopta les tendances stylistiques alors en vogue ainsi que les principes constructifs et les matériaux les plus avancés (charpente métallique etc.). Tous ces concepts novateurs tendront à devenir la norme lors de la construction d’autres cités militaires tout au long du XXe siècle, jusque dans les années 1960, même si la Vila Militar de Rio de Janeiro ne servira pas de modèle reproductible tel quel.

## Histoire
L’idée d’aménager Vila Militar surgit en 1904, dans le cadre d’une réforme générale des établissements et installations de formation militaire, que le gouvernement fédéral avait jugée nécessaire. La commission chargée de l’opération de réforme procéda dans le même temps à une réorganisation générale de l’armée brésilienne, en s’attachant plus particulièrement à répondre au besoin de terrains pour l’instruction pratique et d’équipements adaptés aux militaires et à l’exercice de leur profession. L’idée fut poursuivie sous le gouvernement du président Rodrigues Alves et fut mise en œuvre par le ministre de la Guerre alors en exercice, le maréchal Hermes da Fonseca, avec la collaboration du maire de Rio de Janeiro Francisco Pereira Passos.
En 1907, dans le cadre de cette opération de modernisation de l’armée brésilienne, le même maréchal Hermes, qui était toujours ministre de la Guerre, mais à présent sous le gouvernement Afonso Pena, engagea la construction de la cité militaire de Rio de Janeiro, prévue pour accueillir la Première Brigade stratégique fraîchement créée, et appelée à servir ensuite de modèle à d’autres sites militaires semblables disséminés à travers tout le Brésil, projet qui cependant, par manque de financements, ne fut pas mis à exécution. Le 19 août fut nommée une commission de construction de Vila Militar, dont un des membres sera Antônio Leite de Magalhães Bastos, lieutenant-colonel originaire du Pernambouc, qui donnera d’ailleurs son nom au quartier de Magalhães Bastos, limitrophe de Vila Militar. Joua également un rôle de premier plan Manoel Guina, maître d’œuvre, d’origine portugaise, venu de São Paulo en quête de travail, et devenu l’un des pionniers de la fondation du quartier.
En 1908, on fit l’acquisition de la fazenda (grand domaine agricole) Sapopemba, propriété du comte Sebastião do Pinho, à la famille duquel le domaine avait échu lors de l’attribution des sesmarias pendant la colonisation portugaise. Les travaux de construction des casernements et résidences débutèrent vers le milieu de l’année 1908 et fut placée sous la responsabilité du déjà cité lieutenant-colonel Magalhães Bastos.
En 1911, Vila Militar vit la naissance de la première association aéronautique du Brésil, l’Aeroclube do Brasil. Fondé par un groupe d’idéalistes et d’enthousiastes de l’aviation, l’aéroclub eut pour président honoraire Alberto Santos Dumont et pour l’un de ses sociétaires le lieutenant Ricardo Kirk, le premier officier de l’armée brésilienne et le deuxième militaire brésilien à obtenir un brevet de pilote d’avion. Cet aéroclub du reste motiva une expansion du quartier, étant en effet à l’origine quelque temps plus tard de la première base aérienne brésilienne, celle de Campo dos Afonsos.
Le quartier abrite deux écoles municipales (l’école municipale Rosa da Fonseca et l’école municipale Frei Orlando). Sa gare évoque, avec ses corniches crénelées et ses échauguettes, la forme d’un donjon médiéval.
Bien que Vila Militar représente la première en date des cités militaires au sens institutionnel, les maisons d’habitation de cet ensemble ne sont pas pour autant des unités pionnières construites par l’armée brésilienne. Auparavant, et dès le début des années 1870, des unités résidentielles avaient été édifiées à l’intérieur ou à proximité de certaines implantations militaires isolées, telles que forts et écoles militaires.

## Plan urbain et philosophie du projet
Les concepteurs de Vila Militar de Rio de Janeiro eurent à cœur de se conformer aux principes hygiénistes et urbanistiques qui étaient alors en vogue chez les ingénieurs et étaient mis en œuvre dans d’autres réalisations de cette époque. Ingénieurs et urbanistes se flattaient en effet d’être les agents du progrès et s’efforçaient de mettre leur savoir en pratique dans le contexte urbain. 
En 1907 fut mise sur pied la Comissão Constructura, chargée de planifier et de faire réaliser la cité de Vila Militar, et composée de militaires des différentes armes, y compris le corps d’ingénieurs, aux côtés du corps d’artillerie et d’infanterie. Au sein de cette commission, l’on note la présence du déjà mentionné Magalhães Bastos, qui sera responsable de l’ensemble des travaux de conception technique depuis le début des activités de ladite Commission et organisera les divers projets, calculant notamment toute la structure métallique des maisons et des casernes, et veillant à mettre en place « toutes les conditions d’hygiène, de commodité et de confort ». Faisait partie également de cette Commission le lieutenant-ingénieur Palmyro Serra Pulcheiro, qui aura part aussi au projet Bairro Operário Marechal Hermes (litt. Quartier ouvrier Marechal Hermes), sis à peu de distance à l’est de Vila Militar, ce qui explique la parenté entre ces deux projets d’urbanisme. En effet, les similitudes d’ordonnance sont évidentes entre Vila Militar et Bairro Operário : le plan urbain de ce dernier se caractérise par la disposition orthogonale de ses voies, avec une large avenue centrale arborée, dont le tracé court perpendiculairement à la gare de chemin de fer et le long de laquelle furent aménagées les différentes places et les principaux équipements collectifs. Au centre du périmètre fut réservée une grande zone libre, de forme circulaire, traversée par l’avenue principale et bordée d’écoles professionnelles. Le plan prévoyait d’autre part la construction de 1 350 maisons, encore que 165 logements seulement aient été édifiés durant le mandat de Hermes. Suivant le même modèle, Vila Militar est constitué de rues rectilignes, uniformes et larges, se croisant à angle droit, conformément aux principes généralement adoptés par les ingénieurs de cette époque. Cette disposition orthogonale s’organise autour d’un axe routier principal, l’actuelle Avenida Duque de Caxias, parallèle cette fois à la voie ferrée, et le long duquel les constructions s’enfilent linéairement. Le projet d’origine prévoyait la localisation centrale des équipements collectifs, avec une distribution symétrique des places. Une arborisation abondante, autre élément marquant du projet de Vila Militar, et le paysagisme avaient pour but de rendre la « cité agréable ».
L’avenue principale servait d’axe de référence d’un zonage, présidant en effet à une ségrégation des fonctions, en ce sens que d’un côté de cet axe (au sud) furent implantées les zones résidentielles, les espaces verts et les places, un bâtiment administratif et un casino, tandis que l’autre côté (au nord) était voué aux activités militaires, avec des entrepôts, des terrains d’entraînement, etc. Cependant, un autre élément structurant de la cité, non consigné dans les plans initiaux, était l’axe de la voie ferrée, courant parallèlement à l’axe routier principal. La gare de Vila Militar fut inaugurée en 1910 et se situe au bout d’une rue centrale perpendiculaire à l’axe principal, l’autre bout étant occupé par le bâtiment administratif et le casino susmentionnés. Cette voie de chemin de fer, outre sa fonction de moyen de communication, allait plus tard faire office, à l’instar de l’avenue principale, de ligne de démarcation fonctionnelle entre usages différents de l’espace, en ce sens que d’un côté (au sud) se trouvaient implantées les structures fonctionnelles de travail et la zone d’habitat de la cité des officiers, et de l’autre (au nord de la voie ferrée) la cité des sous-officiers, qui sera construite seulement vers la fin des années 1930.
L’idée alors dominante de grouper sur un même site lieu de travail et lieu de résidence sous-tendait la conception d’un grand nombre de cités ouvrières de la même époque. Les patrons d’entreprises entendaient assurer chez leurs salariés le maintien de la discipline et du contrôle idéologique (pendant le temps de travail et dans les loisirs), considérés comme des éléments fondamentaux pour l’efficacité de l’industrie. Ce principe fut honoré également à Vila Militar, non pas cependant à Bairro Operário Marechal Hermes, qui n’était pas une unité opérationnelle, mais seulement un quartier résidentiel. Ce cas mis à part, cités militaires et cités ouvrières avaient en commun ce syncrétisme fonctionnel, propre à favoriser le bon fonctionnement des organisations, et aboutissant en définitive à des spatialités semblables. 
Dans la zone résidentielle des officiers, les voies orthogonales déterminaient un ensemble de rectangles de longueur différente. Les îlots ainsi définis présentaient quelques aspects innovants pour l’époque, comme p.ex. le fait qu’on se garda de lotir la totalité du rectangle, pour y ménager quelques espaces verts. Ainsi certains îlots renfermaient-ils en leur centre un espace arboré à l’usage des résidents, et d’autres îlots pouvaient posséder en outre quelques parcelles non occupées et également arborées, qui permettaient l’accès au centre de l’ilôt à partir de l’avenue principale, particularité qui ne fut sans doute possible que parce qu’il s’agissait en l’occurrence d’une entreprise sans but lucratif visant à loger une population professionnelle. 
Si la taille des parcelles variait, la plupart d’entre elles étaient de dimensions généreuses, approximativement de 800 m2 — quelques-unes atteignant même 1 000 m2 —, les maisons elles-mêmes n’en couvrant qu’une faible portion, au milieu d’un jardin. Vila Militar apporta ainsi une nouvelle spatialité dans les lotissements concertés pour travailleurs, spatialité sous-tendue par le discours hygiéniste  de ventilation et de dispersion, y compris dans les pièces de l’habitat. Certes, il ne s’agissait pas, en l’espèce, de quelconques travailleurs, mais d’officiers qui étaient à l’image de l’institution militaire brésilienne, qui estimaient représenter également leur pays, et qui au début du XXe siècle se reconnaissaient comme classe émergente et comme impulseurs de la modernisation du pays. Cette image de soi des officiers se traduira dans les nouvelles habitations, qui se voudront donc en rupture avec l’habitat militaire du XIXe siècle, de conception plus coloniale. Toutefois, le plan urbain de Vila Militar ne sera pas réalisé entièrement selon le projet ; les îlots résidentiels ne furent pas construits en totalité, ce qui atteste de la difficulté, à cette période empreinte de libéralisme, de réaliser les projets immobiliers tels que prévus.
Dans la décennie 1930, les îlots de Vila Militar s’enrichirent de nouvelles maisons, qui s’inspiraient des nouvelles tendances architecturales contemporaines, c’est-à-dire de constructions d’allure néocoloniale, dans le style missions (reproduisant le style des missions franciscaines espagnoles de Californie), ou intégrant des éléments Art déco. Ces maisons cependant étaient d’un type différent des anciennes, présentant un nouvel agencement spatial et une ordonnance esthétique distincte. De plus, ce fut au cours de cette même décennie qu’outre ces logements pour officiers, fut projeté également, de l’autre côté de la ligne de chemin de fer, un ensemble résidentiel à destination des sergents ; ces maisons seront construites en série sur un modèle unique, donnant naissance à un urbanisme uniforme, à rebours des principes appliqués dans la cité des officiers. Au fil des ans, d’autres types surgiront à Vila Militar, s’alignant dans une large mesure sur les normes esthétiques en vogue à leurs époques respectives. L’aspect actuel de la cité est ainsi la résultante d’une planification par étapes des habitations militaires.

## Architecture
À l’élaboration du plan urbain de Vila Militar présidèrent les principes urbanistiques modernes, tels que le découpage fonctionnel de l’espace, la présence d’équipements collectifs, les impératifs d’hygiène et de circulation ; la construction des maisons individuelles de Vila Militar fut régie par la pratique de la standardisation, dans ce cas précis à partir de deux types de base. Il est à noter que la production d’unités de logement en série avait été une technique adoptée pour la construction de maisons de militaires dès avant la fondation de Vila Militar.
À Vila Militar fut introduite pour les maisons d’officier une architecture nouvelle, destinée aussi à refléter le nouveau statut de l’officier et des forces armées du Brésil. En effet, par la mise en application des aperçus modernes en matière urbanistique (hygiène etc.) et par l’esthétique des maisons, la nouvelle cité devait servir d’outil de représentation d’une classe émergente désireuse de moderniser l’institution militaire et le pays en général. À l’inverse des zones résidentielles antérieures, militaires et civiles, où prédominait la rangée de maisonnettes mitoyennes, et où les maisons se composaient de pièces en enfilade ou contiguës (sans couloir de distribution), les maisons de Vila Militar sont des maisons isolées (à quatre façades, sans mitoyenneté) et comprennent une courette faisant office d’espace de transition entre le corps de bâtiment principal et la traditionnelle extension à l’arrière, le puxado. En contrepartie cependant, l’agencement spatial de la cité resta tributaire de l’antique schéma colonial. Quant aux casernements et aux édifices scolaires, ils présentaient une architecture plus austère, aux éléments décoratifs parcimonieux (se réduisant à quelques frises et moulures aux chambranles), et avaient une ossature métallique.
Dans un premier temps furent construits sur la voie principale deux types distincts d’habitation, bien caractérisés structurellement et esthétiquement. Les maisons du premier type, de taille plus petite et de style éclectique, occupaient (et occupent encore) les côtés des îlots quadrangulaires, tandis que les maisons du deuxième type, rappelant la forme d’un chalet, en occupaient les angles. Du point de vue de l’organisation spatiale intérieure, les deux types étaient fort semblables, respectant tous deux le traditionnel schéma avec corps principal et puxado, le tout distribué sur un unique niveau. En revanche, les deux types se différenciaient par la superficie construite (entre 180 et 180  et   260 m2) et par le nombre de pièces, plus élevé dans le cas du type 2. Il est permis de supposer, sans toutefois que cela ait pu être corroboré par les documents, que ces deux types devaient correspondre à différents niveaux hiérarchiques chez leurs occupants, davantage qu’ils ne répondaient à une volonté de variation paysagiste. La façade du type 1 s’inspirait des demeures éclectiques dites « à la française » (en portugais morar à francesa), initialement restreintes aux couches aisées, mais par la suite assez largement répandues chez les classes moyennes. Ces maisons éclectiques du premier type se caractérisaient par des emprunts au répertoire formel néo-classique et en particulier aussi par des éléments industriels importés en fer (forgé ou fonte), visibles surtout dans les etroites galeries ou dans les porches. En outre, les constructions de type 1 étaient dotées d’un toit à deux croupes, souvent avec un transept, qui leur donnait une plus grande complexité structurelle. 
Les maisons du type 2, si elles partagent avec celles du premier type l’intégration d’éléments architecturaux en fer, quoiqu’ici comme éléments décoratifs d’inspiration gréco-romaine, s’en différencient d’autre part par leur similitude avec un chalet, que singularise de surcroît un fronton triangulaire épousant la pente du toit — ici à deux versants —, et marqué par la présence d’un blason en son centre ; mais ces chalets, type architectural plus nordique, en particulier germanique, ne présente pourtant aucune autre caractéristique indiquant quelque affinité avec cette aire culturelle, mais au contraire se conforment aux conceptions françaises et relèvent eux aussi de la sphère éclectique. À Vila Militar se vérifie donc l’influence prédominante de la France dans la culture brésilienne de l’époque, influence en l’espèce incarnée architecturalement dans ces premières réalisations résidentielles, et cela nonobstant que l’institution militaire eût alors des échanges plus soutenus avec l’Allemagne qu’avec la France. 
Les deux types de maisons de Vila Militar furent conçues et construites à partir de plans standardisés, avec un agencement des pièces très similaires. Cependant, au-delà de cette uniformité et de la typologie que nous venons d’indiquer, l’on perçoit, au sein de chaque type, ce qui semble être un effort délibéré d’introduire des variations, sous la forme de mutations dans le traitement des façades et même de différences de toiture ; les rampes d’escalier des galeries comportent des éléments soit de fer, soit imitant des troncs d’arbre, dans un souci de « pittoresque » ; d’autres variations enfin sont obtenues par une diversification des motifs décoratifs en stuc apposés sur les façades. Il est un fait qu’aujourd’hui, lorsqu’on parcourt l’avenue Duque de Caxias, il n’est guère possible, en dépit des fortes similitudes dans la configuration volumétrique, de trouver deux maisons pareilles, notamment par l’aspect disparate des chambranles, mais sans que l’on puisse, faute de registres, déterminer si cette variété fut effectivement voulue dès le processus de conception ou si elle résulte de remaniements ultérieurs.
À signaler aussi que des rapports indiquent que les maisons à Vila Militar furent dotées d’une charpente métallique, ce qui représente pour l’époque un mode de construction assez innovateur. 
Reste à mentionner enfin le cas particulier de la gare de chemin de fer, laquelle, sans doute en concordance avec le caractère militaire du quartier, évoque, par son style architectural gothique, un château fort médiéval.

## Vila Militar aujourd’hui
Vila Militar accueille en son sein le plus grand ensemble casernier du Brésil, et constitue la plus grande concentration militaire d’Amérique latine, avec plus de 60 mille hommes.
Le quartier fait partie de la XXXIIIe région administrative de Rio de Janeiro (Realengo). Contigu à Deodoro, Campo dos Afonsos, Jardim Sulacap, Realengo e Magalhães Bastos, il jouxte également le quartier de Ricardo de Albuquerque, sis dans la Zone Nord de la ville.
En l’an 2000, l’IDH de Vila Militar s’élevait à 0,856, ce qui situe le quartier au 50e rang pour la ville Rio de Janeiro, parmi 126 districts évalués. Dans une étude réalisée par le Centre de recherche et d’analyse de l’information (Cepai), du Syndicat du logement de Rio de Janeiro (Secovi-Rio), Vila Militar arrive à la 12e place sur les 38 quartiers de la Zone Ouest de Rio de Janeiro, en raison de ses qualités urbanistiques, de l’ordre public, de la sécurité et des amples possibilités de pratiquer le sport qu’offre ce quartier.
Quelques infrastructures sportives situées à Vila Militar ont servi à accueillir certaines épreuves des Jeux olympiques de Rio de Janeiro de 2016, à savoir l’Arena da Juventude, le stade de Deodoro et l’Estádio Olímpico de Canoagem Slalom.

## Liens  externes
- (pt) Mariana Bonates, « Vila Militar do Rio de Janeiro: genealogia de uma produção pública de moradias? », XIV Seminário de história da cidade e do urbanismo (consulté le 24 décembre 2016).
- (pt)http://www.rio.rj.gov.br/
- (pt)http://portalgeo.rio.rj.gov.br/bairroscariocas/